# César 2025

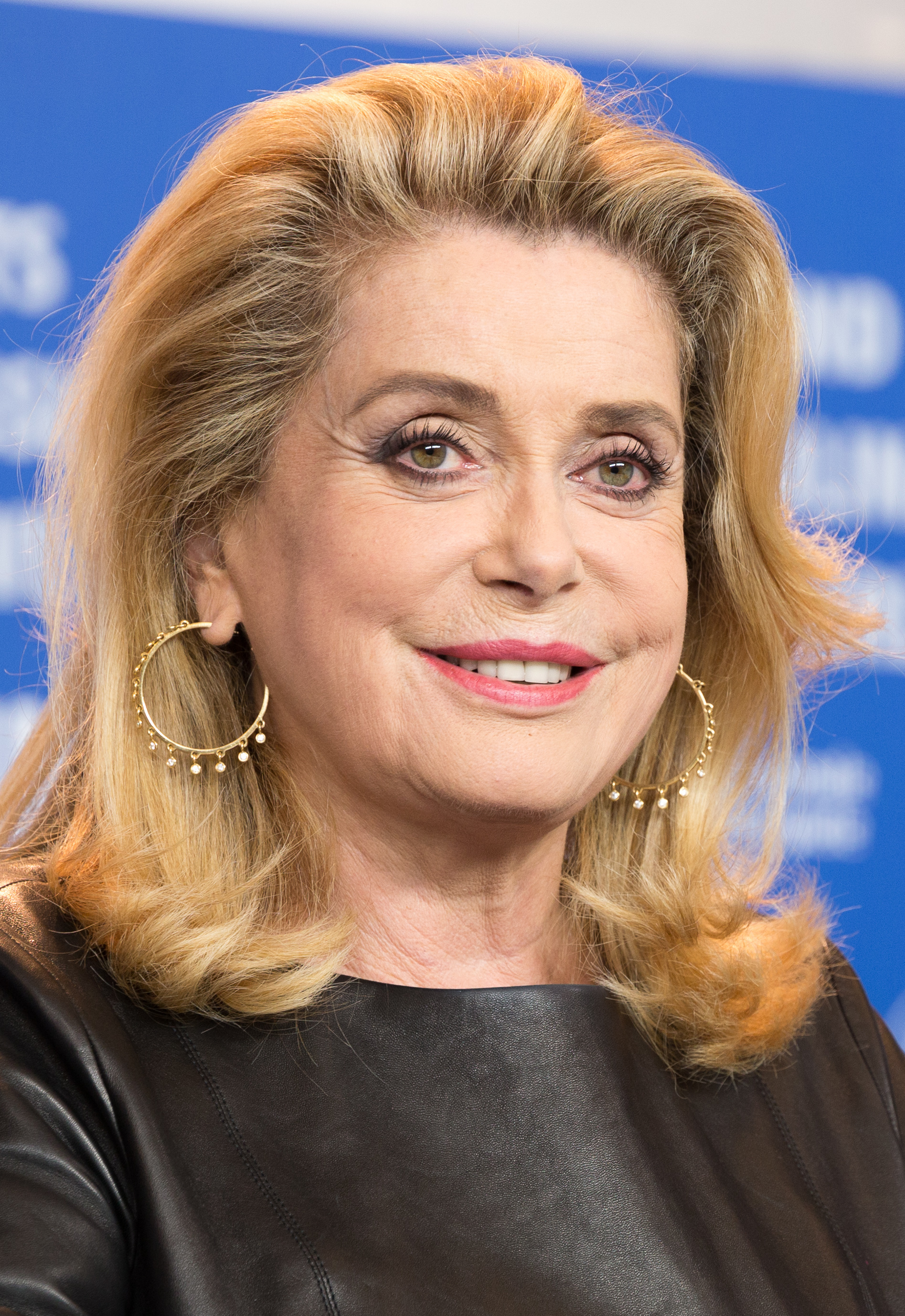
Catherine Deneuve (2017), übernahm den Vorsitz der Verleihung.

Die 50. César-Verleihung fand am 28. Februar 2025 im Konzerthaus Olympia in Paris statt. Die von der französischen Académie des Arts et Techniques du Cinéma vergebenen Filmpreise für die aus ihrer Sicht besten Produktionen des Kinojahres 2024 wurden in 24 Kategorien verliehen. Die Veranstaltung wurde live vom französischen Fernsehsender Canal+ übertragen. Erfolgreichster Film wurde Emilia Pérez von Jacques Audiard, der in sieben Kategorien ausgezeichnet wurde (Film, Regie, adaptiertes Drehbuch, Kamera, Filmmusik, Ton, visuelle Effekte).

## Hintergrund
Die Nominierungen wurden am 29. Januar 2025 bekanntgegeben. Matthieu Delaportes und Alexandre de La Patellières Literaturverfilmung Der Graf von Monte Christo mit Pierre Niney in der Titelrolle führte das Favoritenfeld mit 14 Nominierungen an. Dicht dahinter folgten Gilles Lellouches Liebesfilm L’amour ouf (13 Nominierungen) und das vielfach preisgekrönte spanischsprachige Musical Emilia Pérez (12) von Jacques Audiard, das bei der diesjährigen Oscarverleihung die meisten Nennungen erhalten hatte. In der Kategorie Bester ausländischer Film fand der deutsche Oscar-Kandidat Die Saat des heiligen Feigenbaums von Mohammad Rasulof Berücksichtigung.
Den jährlich wechselnden Vorsitz der Gala übernahm die französische Schauspielerin Catherine Deneuve. Als Regisseur für die Verleihung wurde der preisgekrönte französische Filmemacher Cédric Klapisch verpflichtet.
Bereits vorab als Gewinner fest standen die US-amerikanische Schauspielerin Julia Roberts und der griechisch-französische Filmemacher Costa-Gavras. Beiden wurde der Ehrenpreis („César d’honneur“) zuerkannt.

## Preisträger und Nominierungen

### Bester Film
Emilia Pérez – Regie: Jacques Audiard; Produktion: Pascal Caucheteux, Jacques Audiard, Valérie Schermann
- nominiert:
  - Der Graf von Monte Christo (Le Comte de Monte-Cristo) – Regie: Matthieu Delaporte, Alexandre de La Patellière; Produktion: Dimitri Rassam, Jérôme Seydoux
  - L’histoire de Souleymane – Regie: Boris Lojkine; Produktion: Bruno Nahon
  - Die leisen und die großen Töne (En fanfare) – Regie: Emmanuel Courcol; Produktion: Marc Bordure, Robert Guédiguian
  - Miséricorde – Regie: Alain Guiraudie; Produktion: Charles Gilbert

### Beste Regie
Jacques Audiard – Emilia Pérez
- nominiert:
  - Matthieu Delaporte, Alexandre de La Patellière – Der Graf von Monte Christo (Le Comte de Monte-Cristo)
  - Alain Guiraudie – Miséricorde
  - Gilles Lellouche – L’amour ouf
  - Boris Lojkine – L’histoire de Souleymane

### Beste Hauptdarstellerin
Hafsia Herzi – Borgo
- nominiert:
  - Adèle Exarchopoulos – L’amour ouf
  - Karla Sofía Gascón – Emilia Pérez
  - Zoë Saldaña – Emilia Pérez
  - Hélène Vincent – Wenn der Herbst naht (Quand vient l’automne)

### Bester Hauptdarsteller
Karim Leklou – Le roman de Jim
- nominiert:
  - François Civil – L’amour ouf
  - Benjamin Lavernhe – Die leisen und die großen Töne (En fanfare)
  - Pierre Niney – Der Graf von Monte Christo (Le Comte de Monte-Cristo)
  - Tahar Rahim – Monsieur Aznavour

### Beste Nebendarstellerin
Nina Meurisse – L’histoire de Souleymane
- nominiert:
  - Élodie Bouchez – L’amour ouf
  - Anaïs Demoustier – Der Graf von Monte Christo (Le Comte de Monte-Cristo)
  - Catherine Frot – Miséricorde
  - Sarah Suco – Die leisen und die großen Töne (En fanfare)

### Bester Nebendarsteller
Alain Chabat – L’amour ouf
- nominiert:
  - David Ayala – Miséricorde
  - Bastien Bouillon – Der Graf von Monte Christo (Le Comte de Monte-Cristo)
  - Jacques Develay – Miséricorde
  - Laurent Lafitte – Der Graf von Monte Christo (Le Comte de Monte-Cristo)

### Beste Nachwuchsdarstellerin
Maïwène Barthelemy – Könige des Sommers (Vingt Dieux)
- nominiert:
  - Malou Khebizi – Wilder Diamant (Diamant brut)
  - Megan Northam – Rabia
  - Mallory Wanecque – L’amour ouf
  - Souheila Yacoub – Planète B

### Bester Nachwuchsdarsteller
Abou Sangare – L’histoire de Souleymane
- nominiert:
  - Adam Bessa – Die Schattenjäger (Les fantômes)
  - Malik Frikah – L’amour ouf
  - Félix Kysyl – Miséricorde
  - Pierre Lottin – Die leisen und die großen Töne (En fanfare)

### Bestes Originaldrehbuch
Boris Lojkine, Delphine Agut – L’histoire de Souleymane
- nominiert:
  - Emmanuel Courcol, Irène Muscari – Die leisen und die großen Töne (En fanfare)
  - Louise Courvoisier, Théo Abadie – Könige des Sommers (Vingt Dieux)
  - Stéphane Demoustier – Borgo
  - Alain Guiraudie – Miséricorde

### Bestes adaptiertes Drehbuch
Jacques Audiard – Emilia Pérez
- nominiert:
  - Matthieu Delaporte, Alexandre de La Patellière – Der Graf von Monte Christo (Le Comte de Monte-Cristo)
  - Michel Hazanavicius, Jean-Claude Grumberg – Das kostbarste aller Güter (La plus précieuse des marchandises)

### Beste Kostüme
Thierry Delettre – Der Graf von Monte Christo (Le Comte de Monte-Cristo)
- nominiert:
  - Isabelle Mathieu – Monsieur Aznavour
  - Virginie Montel – Emilia Pérez
  - Isabelle Pannetier – L’amour ouf
  - Anaïs Romand – Sarah Bernhardt, La Divine

### Beste Kamera
Paul Guilhaume – Emilia Pérez
- nominiert:
  - Nicolas Bolduc – Der Graf von Monte Christo (Le Comte de Monte-Cristo)
  - Tristan Galand – L’histoire de Souleymane
  - Claire Mathon – Miséricorde
  - Laurent Tangy – L’amour ouf

### Bestes Szenenbild
Stéphane Taillasson – Der Graf von Monte Christo (Le Comte de Monte-Cristo)
- nominiert:
  - Emmanuelle Duplay – Emilia Pérez
  - Jean-Philippe Moreaux – L’amour ouf
  - Olivier Radot – Sarah Bernhardt, La Divine
  - Stéphane Rozenbaum – Monsieur Aznavour

### Bester Schnitt
Xavier Sirven – L’histoire de Souleymane
- nominiert:
  - Guerric Catala – Die leisen und die großen Töne (En fanfare)
  - Simon Jacquet – L’amour ouf
  - Célia Lafitedupont – Der Graf von Monte Christo (Le Comte de Monte-Cristo)
  - Juliette Welfling – Emilia Pérez

### Bester Ton
Erwan Kerzanet, Aymeric Devoldère, Cyril Holtz, Niels Barletta – Emilia Pérez
- nominiert:
  - Pascal Armant, Sandy Notarianni, Niels Barletta – Die leisen und die großen Töne (En fanfare)
  - Marc-Olivier Brullé, Pierre Bariaud, Charlotte Butrak, Samuel Aichoun – L’histoire de Souleymane
  - Cédric Deloche, Gwennolé Le Borgne, Jon Goc, Marc Doisne – L’amour ouf
  - David Rit, Gwennolé Le Borgne, Olivier Touche, Laure-Anne Darras, Marion Papinot, Marc Doisne, Samuel Delorme – Der Graf von Monte Christo (Le Comte de Monte-Cristo)

### Beste visuelle Effekte
Cédric Fayolle – Emilia Pérez
- nominiert:
  - Cédric Fayolle, Hugues Namur, Émilien Lazaron – The Beast (La Bête)
  - Olivier Cauwet – Der Graf von Monte Christo (Le Comte de Monte-Cristo)
  - Stéphane Dittoo – Monsieur Aznavour

### Beste Filmmusik
Camille, Clément Ducol – Emilia Pérez
- nominiert:
  - Jon Brion – L’amour ouf
  - Charlie Courvoisier, Linda Courvoisier – Könige des Sommers (Vingt Dieux)
  - Alexandre Desplat – Das kostbarste aller Güter (La plus précieuse des marchandises)
  - Jérôme Rebotier – Der Graf von Monte Christo (Le Comte de Monte-Cristo)

### Bestes Erstlingswerk
Könige des Sommers (Vingt Dieux) – Regie: Louise Courvoisier; Produktion: Muriel Meynard
- nominiert:
  - Le royaume – Regie: Julien Colonna; Produktion: Hugo Sélignac, Antoine Lafon
  - Die Schattenjäger (Les fantômes) – Regie: Jonathan Millet; Produktion: Pauline Seigland
  - Was ist schon normal? (Un p’tit truc en plus) – Regie: Artus; Produktion: Pierre Forette, Thierry Wong
  - Wilder Diamant (Diamant brut) – Regie: Agathe Riedinger; Produktion: Priscilla Bertin, Judith Nora

### Bester Animationsfilm
Flow (Straume) – Regie: Gints Zilbalodis; Produktion: Ron Dyens
- nominiert:
  - Das kostbarste aller Güter (La plus précieuse des marchandises) – Regie: Michel Hazanavicius; Produktion: Patrick Sobelman, Florence Gastaud, Michel Hazanavicius
  - Sauvages – Regie: Claude Barras; Produktion: Laurence Petit, Barbara Letelier, Carole Scotta

### Bester Dokumentarfilm
La ferme des Bertrand – Regie Gilles Perret; Produktion: Denis Carot, Ulysse Payet
- nominiert:
  - La Belle de Gaza – Regie: Yolande Zauberman; Produktion: Bruno Nahon, Yolande Zauberman
  - Bye Bye Tibériade – Regie: Lina Soualem; Produktion: Jean-Marie Nizan
  - Dahomey – Regie: Mati Diop; Produktion: Ève Robin, Judith Lou Lévy
  - Ernest Cole: Lost and Found – Regie und Produktion: Raoul Peck
  - Madame Hofmann – Regie Sébastien Lifshitz; Produktion: Muriel Meynard

### Bester Kurzfilm
L’homme qui ne se taisait pas (Čovjek koji nije mogao šutjeti) – Regie: Nebojša Slijepčević; Produktion: Noëlle Lévénez
- nominiert:
  - Boucan – Regie: Salomé Da Souza; Produktion: Jean-Étienne Brat, Lou Chicoteau
  - Ce qui appartient à César – Regie: Violette Gitton; Produktion: Jules Reinartz
  - Queen Size  – Regie: Avril Besson; Produktion: Bastien Daret, Arthur Goisset, Robin Robles, Christophe Audeguis

### Bester animierter Kurzfilm
Beurk! – Regie: Loïc Espuche; Produktion: Juliette Marquet, Manon Messiant
- nominiert:
  - GiGi – Regie: Cynthia Calvi; Produktion: Luc Camilli
  - Papillon de Florence Miailhe; Produktion: Ron Dyens, Luc Camilli

### Bester dokumentarischer Kurzfilm
Les fiancées du sud – Regie: Elena López Riera; Produktion: Sylvie Pialat, Alejandro Arenas Azorín
- nominiert:
  - Un cœur perdu et autres rêves de Beyrouth – Regie: Maya Abdul-Malak; Produktion: Anne-Catherine Witt
  - Petit Spartacus – Regie: Sara Ganem; Produktion: Anne Luthaud

### Bester ausländischer Film
The Zone of Interest – Regie: Jonathan Glazer; französischer Verleih: BAC Films
- nominiert:
  - Anora – Regie: Sean Baker; französischer Verleih: Le Pacte
  - The Apprentice – The Trump Story (The Apprentice) – Regie: Ali Abbasi; französischer Verleih: Pyramide
  - Die Saat des heiligen Feigenbaums (دانه‌ی انجیر معابد Dāne-ye anjīr-e ma'ābed) – Regie: Mohammad Rasulof; französischer Verleih: Metropolitan Filmexport
  - The Substance – Regie: Coralie Fargeat; französischer Verleih: Metropolitan Filmexport

## Spezialpreise

### Ehrenpreis („César d’honneur“)
- Costa-Gavras, griechisch-französische Filmemacher (Drehbuchpreis 2003)
- Julia Roberts, US-amerikanische Schauspielerin

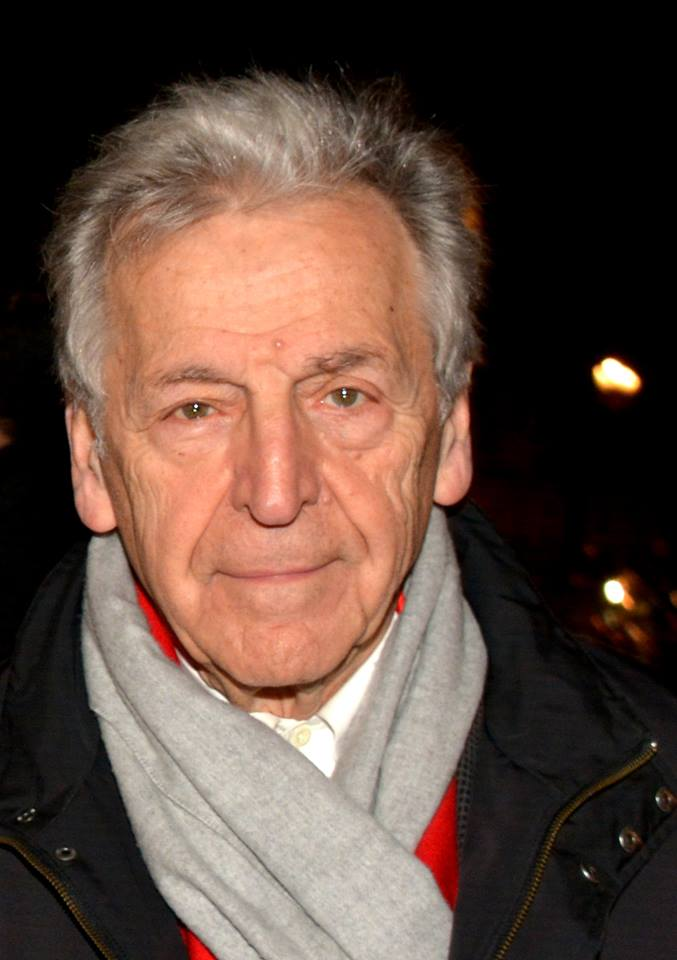
Costa-Gavras (2018)
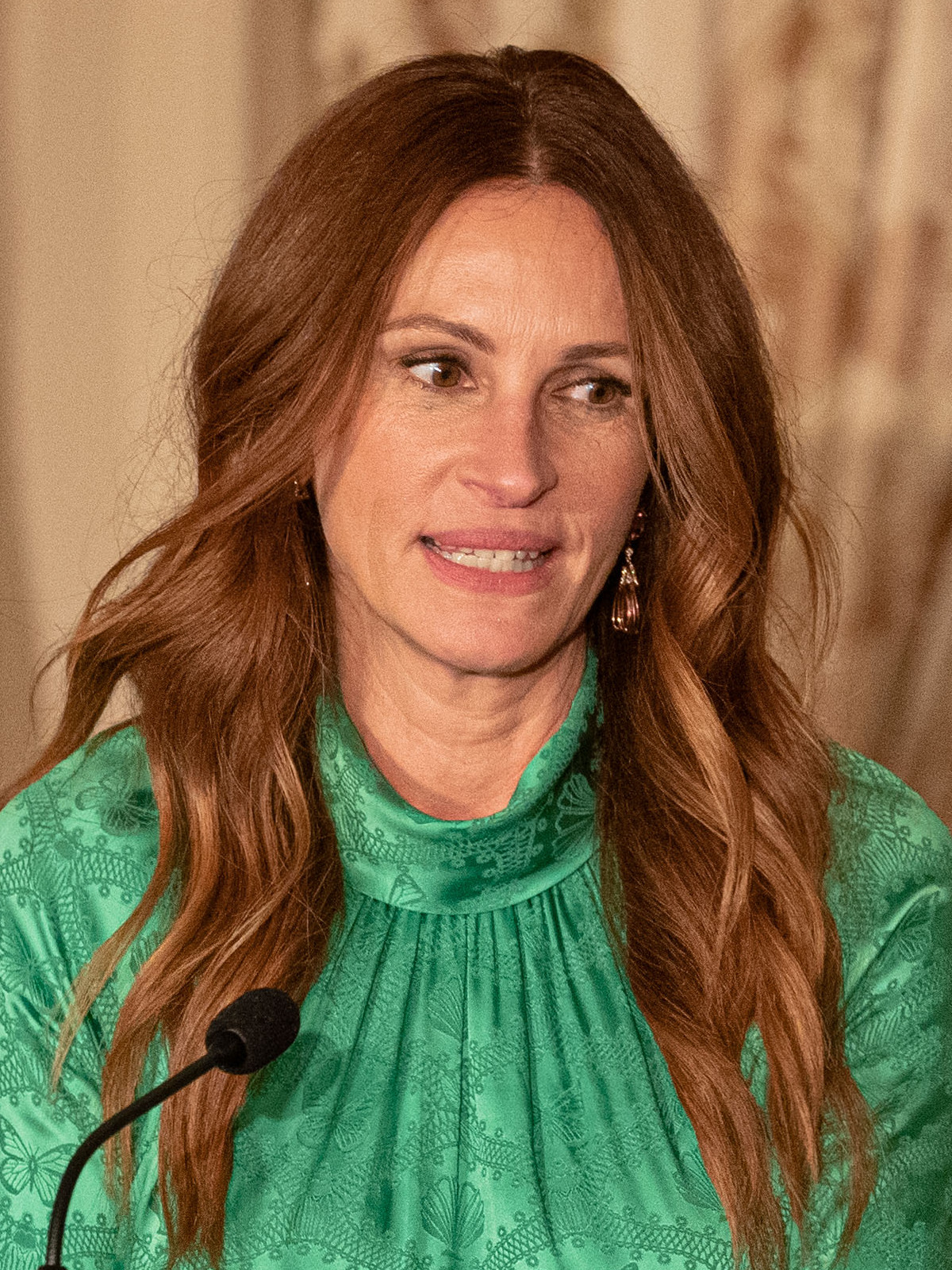
Julia Roberts (2022)

### César des lycéens
Der Graf von Monte Christo (Le Comte de Monte-Cristo) – Regie: Matthieu Delaporte, Alexandre de La Patellière; Produktion: Dimitri Rassam, Jérôme Seydoux
- nominiert:
  - Emilia Pérez – Regie: Jacques Audiard; Produktion: Pascal Caucheteux, Jacques Audiard, Valérie Schermann
  - L’histoire de Souleymane – Regie: Boris Lojkine; Produktion: Bruno Nahon
  - Die leisen und die großen Töne (En fanfare) – Regie: Emmanuel Courcol; Produktion: Marc Bordure, Robert Guédiguian
  - Miséricorde – Regie: Alain Guiraudie; Produktion: Charles Gilbert

Die fünf für den besten Film nominierten Beiträge standen für über 2000 Schüler in der Kategorie César des lycéens zur Auswahl. Der Preis wird vom französischen Bildungsministerium und der Académie des Arts et Techniques du Cinéma gestiftet.
Der Gewinnerfilm wurde nach der César-Verleihung am 3. März 2025 bekanntgegeben. Die offizielle Preisverleihung findet am 26. März 2025 an der Pariser Universität Sorbonne statt.

## Statistik
In mehreren Kategorien nominierte und preisgekrönte Filme im Überblick (ohne Angabe gewonnener Spezialpreise):
| Film                           | N  | A |
| ------------------------------ | -- | - |
| Der Graf von Monte Christo     | 14 | 3 |
| L’amour ouf                    | 13 | 1 |
| Emilia Pérez                   | 12 | 7 |
| L’histoire de Souleymane       | 08 | 4 |
| Miséricorde                    | 08 | 0 |
| Die leisen und die großen Töne | 07 | 0 |
| Könige des Sommers             | 04 | 2 |
| Monsieur Aznavour              | 04 | 0 |
| Das kostbarste aller Güter     | 03 | 0 |
| Borgo                          | 02 | 1 |
| Sarah Bernhardt, La Divine     | 02 | 0 |
| Die Schattenjäger              | 02 | 0 |
| Wilder Diamant                 | 02 | 0 |